# Frederick Herzberg
Frederick Irving Herzberg (Lynn (Massachusetts), 18 april 1923 - Salt Lake City (Utah), 19 januari 2000) was een bekende Amerikaanse psycholoog. Hij staat voornamelijk bekend vanwege zijn werk over taakverrijking en zijn Motivatie-Hygiëne theorie over het motiveren van werknemers. Het in 1975 gepubliceerde artikel "One More Time, How Do You Motivate Workers?" is nog steeds het meest aangevraagde artikel uit de Harvard Business Review.

## Biografie
Herzberg verliet als jongeman halverwege zijn studieperiode het City College van New York en meldde zich aan bij het leger. Als sergeant in het Amerikaanse leger was hij ooggetuige van de verschrikkingen van het concentratiekamp Dachau. Hij sprak er over met Duitse burgers die in de omgeving van het concentratiekamp woonden. Deze ervaring wekte bij hem een grote belangstelling voor de menselijke motivatie. Terug in Amerika rondde hij in 1946 zijn vooropleiding aan het City College af. Vervolgens studeerde hij publieke gezondheidszorg aan de University of Pittsburgh. Hij promoveerde op het onderwerp elektroshock-therapie met de dissertatie Prognostic variables for electroshock therapy. Zijn onderzoek naar motivatie op de werkvloer startte hij als professor in de psychologie aan de Case Western Reserve University in Cleveland. Later werkte hij als ‘professor of management in the college of business’ aan de University of Utah.

## Motivatie en hygiëne op het werk
Herzberg publiceerde in 1959 de Two factor theory of motivatie-hygiëne-theorie over de motivatie van mensen op het werk. Volgens deze theorie worden mensen op twee manieren beïnvloed, namelijk door motivatiefactoren en hygiënefactoren. Motivatiefactoren kunnen ervoor zorgen dat een medewerker tevreden is over het werk en de hygiënefactoren kunnen ervoor zorgen dat een medewerker ontevreden is. Het is echter niet zo dat als een leidinggevende de hygiënefactoren zal terug dringen, een medewerker meteen tevreden is over het werk. Andersom betekent dit dat als er weinig of geen aandacht aan de motivatiefactoren wordt besteed, een medewerker niet meteen ongelukkig is in het werk.  

### Motivatiefactoren -satisfiers
- Prestatie
- Erkenning
- Uitstraling van de baan
- Verantwoordelijkheid
- Promotie
- Groei
- Ontwikkelen van competentie
- Iets bereiken

### Hygiënefactoren -dissatisfiers
- Salaris
- Secundaire arbeidsvoorwaarden
- Relatie met collega’s
- Fysieke werkomgeving
- Relatie tussen leidinggevende en werknemer